# Pays en développement
Pour les articles homonymes, voir Développement.

Carte économique du monde en 2008.
Pays développés
Pays en développement
Pays les moins avancés
Pas de données

Dans la typologie la plus courante, les pays en développement ou pays du Sud sont des pays moins développés économiquement que les pays développés (parfois appelés pays du Nord).
L'expression « pays en développement » remplace des dénominations antérieures, jugées inadéquates, obsolètes ou incorrectes : les pays du tiers monde, les pays sous-développés. Elle s'est substituée à « pays en voie de développement ».
Les pays en développement sont, selon certains auteurs comme Walt Whitman Rostow, les pays en transition des multiples modes de vie traditionnels vers le mode de vie moderne à partir de la révolution industrielle en Angleterre aux XVIIIe et XIXe siècles.
Les pays les moins avancés (PMA) ne constituent pas une catégorie distincte : la plupart des PMA sont des pays en développement, des pays engagés dans un processus de développement ; en témoigne l'évolution de leur IDH. Ils présentent néanmoins un développement économique inférieur à celui des autres pays en développement, ce qui justifie leur inclusion dans la liste des PMA, laquelle est établie par la CNUCED.
Dans l'édition 2016 de ses indicateurs de développement, la Banque mondiale a pour la première fois renoncé à distinguer « pays en développement » et « pays développés », une catégorisation devenue obsolète selon l'institution. Mais ce n'est pas le cas pour le Programme des Nations unies pour le développement (PNUD) dans son Rapport sur le développement humain publié chaque année.

## Historique
Le 20 janvier 1949, dans son discours sur l'état de l'Union, le président des États-Unis Harry S. Truman utilise pour la première fois le terme « sous-développé », ainsi que le terme « développement », pour justifier l'aide aux « régions sous-développées » dans le cadre de la lutte contre le communisme et de la doctrine Truman. Il y déclara être du devoir des pays développés de diffuser leurs connaissances techniques et leur assistance aux pays en développement, pour que les niveaux de vie convergent vers les niveaux occidentaux :
« Il nous faut lancer un nouveau programme qui soit audacieux et qui mette les avantages de notre avance scientifique et de notre progrès industriel au service de l'amélioration et de la croissance des régions sous-développées. Plus de la moitié des gens dans le monde vit dans des conditions voisines de la misère. Ils n'ont pas assez à manger. Ils sont victimes de maladies. Leur pauvreté constitue un handicap et une menace, tant pour eux que pour les régions les plus prospères. […] Je crois que nous devons proposer aux peuples qui recherchent la paix les bénéfices de toutes nos connaissances techniques pour les aider à répondre à leurs aspirations pour une vie meilleure. Et, en coopération avec d'autres nations, nous devons encourager les investissements en capitaux dans les régions qui ont besoin de développement ».
Dans les années 1950-1960, les pays en développement (Asie hors Japon, Afrique, Amérique latine hors Argentine) cumulent un certain nombre de caractéristiques sociales, démographiques, et économiques associées au faible développement : l'espérance de vie à la naissance, le taux d'alphabétisation, le taux d'utilisation de la contraception, le PIB par habitant sont inférieurs à la moyenne mondiale ; le nombre d'enfants par femme, le taux de croissance démographique sont supérieurs à la moyenne mondiale.
La majorité des pays sous-développés ont été des colonies, puis au cours des années 1940 à 1960, ont vécu la décolonisation. L'objectif d'assistance aux pays les plus pauvres s'inscrit alors dans la continuation de la « mission civilisatrice » pensée par certains européens, laquelle était accomplie selon eux par la colonisation pratiquée par les pays d'Europe.
Certains pays, qualifiés de pays émergents sont en train de s’extraire rapidement de leur situation de sous-développement, avec une hausse rapide du niveau de vie moyen, par exemple la Chine et le Brésil.
L'émergence des exigences de développement durable tend à élargir la vision purement économique du niveau de développement à des critères environnementaux et sociaux.

## Typologie des pays et appellations
L’ensemble des pays en développement n’est absolument pas homogène, leurs niveaux de développement étant très varié. Le terme fait en général référence à tous les pays ne faisant pas partie des pays développés.
Le terme pays en voie de développement n'est qu'une appellation parmi d'autres pour désigner un même type de problème. La manière de désigner ces pays change selon l'angle sous lequel on les aborde et selon les solutions envisagées pour remédier à leurs problèmes. Chacun de ces termes a des significations au-delà de son apparence première.

## Concept, nature et finalité du développement
Bien qu'une bonne partie du monde semble aspirer au développement, le terme lui-même est critiqué par certains qui le considèrent comme trop centré sur les sociétés occidentales. Dans l'esprit de Harry S. Truman dans son discours sur l'état de l'Union de 1949, il s'agissait en effet d'élever le niveau de vie des pays aidés par l'accroissement de leur activité industrielle sur le modèle des États-Unis :
« Avec la coopération des forces économiques, des capitaux privés, de l'agriculture, et des travailleurs de ce pays, ce programme peut accroître significativement l'activité industrielle dans d'autres nations et peut élever substantiellement leurs niveaux de vie ».
Il existe de fait une contradiction à employer une expression qui sous-entend implicitement que les pays du Sud pourraient atteindre le niveau de développement des pays du Nord, alors que l'on sait pertinemment aujourd'hui que tous les habitants de la planète ne peuvent pas adopter le mode de vie des occidentaux : en effet, si tous les habitants de la terre avaient le mode de vie d'un occidental, il serait nécessaire de disposer de plusieurs planètes comme la Terre pour satisfaire les besoins de tous. Si l'on considère la notion d'empreinte écologique, selon les chiffres du WWF, l'empreinte moyenne d'un Américain du Nord en 2008 est de 9,4 hectares, pour une biocapacité par habitant de 2,1. Pour résoudre cette contradiction, il est nécessaire de revoir le mode de vie occidental dans le sens d'une diminution de l'empreinte écologique.
Les catégories utilisées lorsqu'il est question de pays en développement font référence aux objectifs et aux concepts de ceux qui les utilisent. Ainsi, si l'on parle de pays en développement, cela peut être à des fins descriptives (donner un aperçu objectif de la situation) ou à des fins normatives (porter l'interlocuteur à agir pour régler une situation). On parle aussi de nations de la périphérie, de pays du tiers monde ou de pays non industrialisés. On retrouve le concept de pays en voie de développement, sous une appellation ou une autre, dans de nombreux systèmes théoriques ayant des orientations diverses, ce sont par exemple les théories de la décolonisation, la théologie de la libération, le marxisme anti-impérialiste, l’économie politique.

## Mesure du développement
Le terme développement, dans le cas présent, est souvent pris comme un raccourci pour développement économique, mais concerne aussi le développement humain, c'est-à-dire d'autres paramètres pouvant être considérés positifs pour la société (éducation, santé, espérance de vie...).
On mesure le développement d'un pays à partir d'indices statistiques tels l'indice de développement humain (IDH), le revenu par habitant, le taux d'analphabétisme, l'accès à l'eau... L'indice de développement humain (IDH) est un indice statistique composite, créé par le Programme des Nations unies pour le développement (PNUD) en 1990, évaluant le niveau de développement humain des pays du monde. Il prend en considération l'espérance de vie à la naissance, le niveau d'étude et d'instruction et enfin le revenu par habitant. L'indicateur précédent utilisé, le PIB par habitant, ne donnant pas d'informations sur le bien-être individuel ou collectif, mais n'évaluant que la production économique.
Les États membres de l’ONU se sont donné pour obligation de réaliser d’ici 2015, une série d’objectifs, dits Objectifs du millénaire pour le développement consistant en des engagements précis et mesurables centrés sur un certain nombre d’indicateurs évaluant la réduction de la pauvreté, l’accès à l’eau, à l’éducation, à l'autonomie pour les femmes, le développement durable, le combat contre le VIH, l'amélioration de la santé maternelle, la réduction de la mortalité infantile, et la mise en place d'un partenariat mondial pour le développement. L’assemblée générale des Nations unies a officiellement adopté les objectifs de développement durable pour 2030, qui succèdent aux objectifs du millénaire pour le développement arrivant à échéance, vendredi 25 septembre 2015, à l’occasion de l’ouverture de la 70e assemblée générale de l’ONU et du sommet sur le développement durable. « L’agenda 2030 est une promesse faite par les dirigeants aux peuples partout dans le monde. Il contient l’urgence d’une action sur le climat. Le test de confiance sera sa mise en œuvre. Les 17 ODD, les objectifs de développement durable sont notre guide, notre ‘to do list’ pour les peuples et la planète », souligne Ban Ki-moon, secrétaire général de l’ONU lors de la plénière d’ouverture.
Certains chercheurs en économie du développement, tel Theodore Schultz, prix Nobel en 1979, avaient constaté qu'un agriculteur alphabétisé dans les pays en développement est plus productif qu'un agriculteur analphabète, aussi préconisent-ils l'investissement en « capital humain » (éducation, santé) comme moyen efficace pour leur développement économique. D'autres, tel Mohammed Tamim, estiment que le développement économique est mesurable à l'échelle universelle au seul niveau d'éducation de la maternelle à l'université. Ils ont en effet constaté que partout où le niveau d'éducation est élevé, le niveau de développement l'est également. Aussi en tirent-ils une loi, à savoir que le taux de scolarisation est proportionnel au taux de développement économique et inversement proportionnel au taux de croissance démographique, le développement économique étant mesuré par la proportion de la population active dans les secteurs modernes et l'espérance de la vie à la naissance. Ainsi, le décollage de Walt Whitman Rostow (« take off ») ne pourrait se déclencher dans un pays que si sa population est pleinement éduquée.

## La place du sport comme amorce du développement
- Si vous ne connaissez pas le sujet, laissez ce bandeau (vous pouvez alors contacter les auteurs).
- Si vous supprimez le contenu mis en cause (vous pouvez préalablement contacter les auteurs),

argumentez précisément cette suppression dans la page de discussion
(un manque de référence n'est pas un argument ; une recherche réelle de référence doit avoir été effectuée, être formellement documentée).
L'Afrique est l'un des continents les plus pauvres de la mondialisation où les médias parlent exclusivement de pauvreté et famine qui affectent le continent. Le continent Africain est l'un des continents ayant le plus de diversités culturelles, économiques et historiques. Aujourd'hui, les pratiques sportives sont en quelque sorte le trait d'union qui les lie au monde . La pratique du football reste le sport préféré et largement pratiqué. Les cultures sportives en Afrique, comme dans le reste du monde, deviennent incontournables. Ainsi, on se rend compte que dans les pays sous-développés, grâce à certaines études, que la place du sport est présente mais non mondialisée. Le sport, est un moyen de développement pour les pays. L'OMPI, par exemple, a démontré dans une étude que le secteur du sport peut attirer de grandes manifestations sportives et amener des opportunités de développement et de richesse. Le secrétaire général de l'ONU, M. Ban Ki-moon, a rappelé la volonté des Nations unies de promouvoir le sport comme étant un outil majeur dans le développement d'un pays.
En Afrique, l'apparition d'équipements pour les activités sportives est arrivée beaucoup plus tard que dans les pays occidentaux. Néanmoins, le monde du sport a participé activement depuis une vingtaine d'années à l'expansion de l'économie et à la représentation des pays Africains dans le monde entier. Mais, ces pays continentaux restent prédominés et sous-développés en raison de leurs faiblesses économiques et structurales. Leurs sous-équipements sportifs définissent des raisons matérielles marquant un manque d'infrastructures et de formation auprès des enseignants d'éducation physique et sportive. Très souvent les équipements sont en mauvais état, très détérioré car aucun entretient y est réalisé. Les équipements n'étant pas réglementaires, se comptent par millier, ils sont alors une source de préoccupation même dans les pays émergents. De plus, il y a très peu de pratiques sportives dans le cadre scolaire : 30 % en Érythrée, 28 % en Éthiopie, 25 % au Niger contre une moyenne de 95 % dans les pays développés.
De manière générale, les nations africaines, ne considèrent pas le sport comme étant une priorité dans le budget national. La baisse des aides dans le sport fait également décroître les chances de voir des athlètes graduer leur talent. Alors, les pays moins développés ont tendance à perdre leur sportifs talentueux, qui préfèrent se rendre dans des pays influents dans le sport mondial. Les pays les moins avancés doivent faire un choix souvent compliqué misant alors soit sur les dépenses liées à l'enseignement et l'éducation des enfants, soit sur les dépenses liées aux activités sportives. Cette absence économique dans les pays sous-développés, entraîne du côté des pratiquants sportifs, un abandon de leur pays d'origine car ils sont conscients d'avoir peu de chances de l'emporter dans des compétitions les opposant à des adversaires qui proviennent des pays développés.

## Conséquences du réchauffement climatique sur les pays en développement

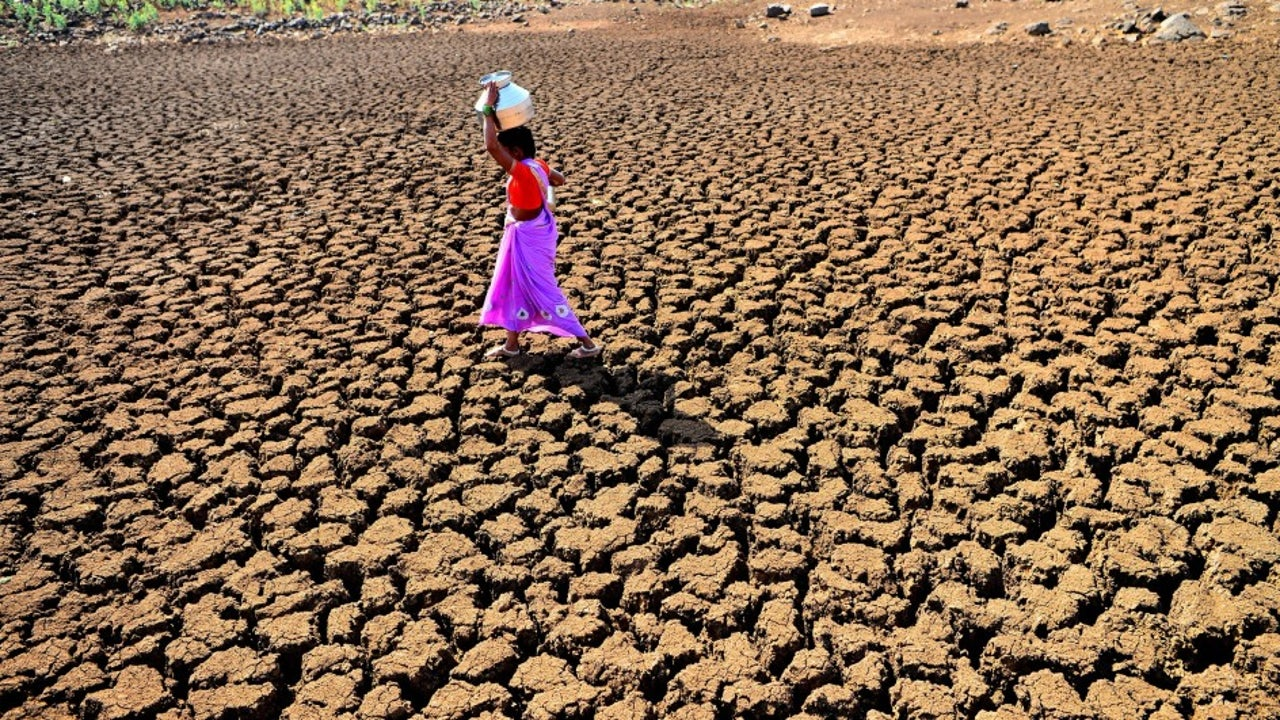
Désertification des terres.

### Conséquences environnementales
Les pays en développement (PED) sont généralement plus à risque face aux impacts du réchauffement climatique, puisqu'ils sont plus exposés, plus sensibles à ceux-ci et leur capacité d'adaptation est plus faible comparativement aux pays développés. Ceux-ci doivent notamment faire face à une hausse de température occasionnant des sécheresses et une hausse du niveau de la mer menaçant d'inonder certaines régions côtières. Des experts comme Pierre Ozer, prédisaient que d'ici 2020, les rendements de l'agriculture pluviale étaient prévus de chuter de 50%. Pour des pays situés autour du désert du Sahel, où l'agriculture de subsistance et l'élevage occupent une place importante au niveau de leur alimentation, ces prédictions n'augurent rien de bien. Les zones littorales seront également touchées par la hausse du niveau de la mer, car leurs mesures pour contrer les inondations sont plutôt rudimentaires.

### Conséquences économiques
Le réchauffement climatique semblerait toucher également la santé économique des pays en développement. Effectivement, les études portant à ce sujet estiment que les changements climatiques affecteraient négativement le produit mondial brut (PMB) ainsi que le produit intérieur brut (PIB) au niveau planétaire et que les PED en souffriraient davantage. Également, les catastrophes naturelles en lien avec cette crise réduiront le potentiel de croissance économique et rendront les chances de quitter la trappe à pauvreté quasiment nulles. En effet, des études de 2007 estiment que « si rien n’est fait pour réduire les émissions, le changement climatique pourrait entraîner la perte d’au moins 5% du PMB chaque année entre aujourd’hui et 2200 ». La communauté scientifique affirme que même si les émissions de GES venaient à cesser demain matin, les chocs se feraient tout de même sentir.

### Conséquences sociodémographiques
Le réchauffement climatique entraîne parfois d'importantes conséquences sur les populations touchées. On remarque ainsi une augmentation des mouvements volontaires communément appelés migrations. On en distingue plusieurs types, soit les permanentes, les temporaires, les saisonnières et les circulaires. Celles-ci ont lieu lorsque par exemple, l'agriculture et la pêche ne sont plus praticables sur un territoire donné et que les habitants choisissent donc de quitter en quête de terres plus propices.
Il y a également les mouvements forcés qu'on qualifie de déplacements. Ceux-ci surviennent lorsque les territoires ne sont tout simplement plus habitables. La cause numéro un des déplacements liés aux changements climatiques est les inondations dans les zones littorales. En effet, « rien qu’au Burkina Faso, 150 000 personnes ont été déplacées par ces inondations. »

Les changements climatiques contribuent à accroître les inégalités entre les pays du Nord et les pays du Sud. Les pays et les régions en développement sont généralement plus à risque face aux impacts du réchauffement climatique, car ils sont plus exposés, plus sensibles à ceux-ci et ont une moins grande capacité d’adaptation. Il a été démontré que « bien que le nombre de catastrophes naturelles entre pays à bas et hauts revenus soit équivalent depuis les années 1970, le nombre de morts est 10 fois plus élevé dans les pays les plus pauvres ». Ceci est dû au fait que les mesures d'adaptations sont trop coûteuses pour ces pays déjà peu fortunés. 
Selon les théories, le sous-développement, ou le maldéveloppement d'un pays s’explique par :
- les attitudes et aptitudes intrinsèques :
  - BRICS
  - Sous-développement
- Sur la thématique du développement :
  - Développement économique et social
  - économie du développement
  - Développement durable
  - Industrialisation
  - Sociologie du développement
- Organismes :
  - G7
  - Banque mondiale
  - Organisation de coopération et de développement économiques

### Articles liés
- Pays émergent
- Marchés frontières
- Limite Nord/Sud
- Zone de libre-échange